# 33800 Gross
33800 Gross è un asteroide della fascia principale. Scoperto nel 1999, presenta un'orbita caratterizzata da un semiasse maggiore pari a 3,2059914 UA e da un'eccentricità di 0,0484053, inclinata di 22,45121° rispetto all'eclittica.
L'asteroide è dedicato all'astronomo amatoriale John Gross.